# First Rock
First Rock är en klippa i Sydgeorgien och Sydsandwichöarna (Storbritannien). Den ligger i den nordvästra delen av Sydgeorgien och Sydsandwichöarna.
Terrängen runt First Rock är varierad. Havet är nära First Rock söderut.  Det finns inga samhällen i närheten. 